# تكديرت (أتليت)
تكديرت هي إحدى مشيخات المملكة المغربية، تتبع جغرافيا لإقليم طاطا وإداريًا لأتليت. يقدر عدد سكانها بـ 1963 نسمة حسب الإحصاء الرسمي للسكان والسكنى لسنة 2004.